# Balsam Karam
Balsam Karam, född 29 juli 1983 i Teheran i Iran, är en kurdisk-svensk författare. Hennes debutroman Händelsehorisonten utgavs 2018.
Hon är sedan januari 2021 ledamot av Sveriges författarförbunds Biblioteksråd och ingår i juryn för priset Unga skriver för unga, instiftat av Tensta konsthall och Almapriset 2021. År 2021 tilldelades hon Samfundet De Nios Julpris.

## Bakgrund
Karam kom till Sverige som 7-åring. Hon är uppvuxen i Teheran, Skinnskatteberg och i Västerås och talar bland annat kurdiska, arabiska och persiska. Karam har gått Biskops Arnös författarskola och studerat Litterär gestaltnings masterprogram på Göteborgs universitet. Hon bor i Skärholmen, har arbetat som bibliotekarie på Rinkeby bibliotek. och arbetar nu som lärare och programansvarig för det konstnärliga masterprogrammet i Litterär gestaltning vid Göteborgs universitet

## Priser och utmärkelser
- 2021: SmåLits Migrantpris för boken Händelsehorisonten[13]
- 2021: Samfundet de Nios julpris[14]